# Село имени Панфилова
Имени Панфилова (кирг. Панфилов) — село в Сокулукском районе Чуйской области Кыргызстана. Входит в состав Первомайского айылного аймака.

## География
Село расположено в центральной части области, к востоку от реки Сокулук, на расстоянии приблизительно 9 километров (по прямой) к северу от села Сокулук, административного центра района. Абсолютная высота — 669 метров над уровнем моря.

## Население
Согласно оценочным данным Национального статистического комитета Кыргызской Республики, численность населения села на начало 2023 года составляла 315 человек.
| год     | 2009 | 2014 | 2015 | 2020 | 2021 | 2023 |
| ------- | ---- | ---- | ---- | ---- | ---- | ---- |
| человек | 216  | 270  | 255  | 325  | 331  | 315  |